# Centre de Planificació Familiar (Girona)
L'històric Centre de Planificació Familiar, actualment Centre Jove de Salut Integral, és un edifici del municipi de Girona que forma part de l'Inventari del Patrimoni Arquitectònic de Catalunya.

## Història
Fins al maig del 2005, va estar funcionant com a Centre de Planificació Familiar. En aquell moment, els Centres d'Atenció Primària van assumir els serveis que es prestaven a l'edifici. Per decisió de l'Ajuntament de Girona, i amb el suport del Departament de Salut, l'equipament es va reconvertir en el seu ús actual, i es va decidir adreçar-lo als joves. Des del juny del 2005 l'edifici acull el Centre Jove de Salut Integral, el qual ofereix una atenció «integral i confidencial».

## Descripció
És un edifici de planta rectangular, teulat a dues aigües i carener paral·lel a la façana. La façana és un porxo de 4 arcs de punt rodó de pedra polida. Es clou amb un ràfec treballat de motllures i de pedra polida. El segon arc per la dreta insinua la porta d'entrada a l'edifici, per dins el porxo, mercès a un escut borbònic a la clau de l'arc. Dins el porxo, remolinat, hi ha quatre obertures, coincidents amb els arcs. Són d'arc rebaixat i s'hi barregen finestres i portes. Fou restaurat sobre 1960-1970.